# Brahms (Adès)
Brahms (opus 21)  is een compositie van Thomas Adès.
Adès schreef dit werk voor een bariton en symfonieorkest. Het is een (anti-)eerbetoon aan Johannes Brahms. Adès omschreef het als een werk sterk geïnspireerd op diens werk, zonder dat het citaten bevat uit diens werk. Het werk begint wel met een bijna-citaat op de Symfonie nr. 4 van Brahms.
Het was een geschenk voor de zeventigjarige Alfred Brendel, waarvoor ook Luciano Berio en Harrison Birtwistle een werk schreven. Adès zette muziek onder een tekst van Alfred Brendl zelf (Brahms II, 1998), een gedicht gepubliceerd in Finger too many. De 21e-eeuwse componist vond inspiratie voor dit werk in een dagboekfragment van Pjotr Iljitsj Tsjaikovski, waarin de Rus afgeeft op Brahms’ muziek (talentloze bastaard). Ook een opmerking van Jan Swalford in de biografie over de Duitse componist is niet echt complimenteus: Brahms wist precies wat hij moest schrijven om geliefd te worden bij de middenklasse. Brendl voegde daaraan nog mopperend aan toe, dat wanneer hij als een geest ’s nachts arriveerde men hoopte dat de lucht van zijn sigaar de ruimte niet een paar dagen onfris zou maken. 
De première vond plaats op 30 juni 2001 door Christopher Maltman begeleid door het Philharmonia Orchestra onder leiding van Christoph von Dohnányi. Adès zelf leidde de plaatopname voor EMI Music; hij leidde solist Maltman en het City of Birmingham Symphony Orchestra in de opname van februari 2002. In 2017 nam hij het opnieuw op, ditmaal met Samuel Dale Johnson en het London Symphony Orchestra (LSO Live).
Orkestratie:
- 2 dwarsfluiten (II ook piccolo), 2 hobo’s, 2 klarinetten, 2 fagotten (beiden ook contrafagot), contrafagot
- 4 hoorns, 2 trompetten, 3 trombones, 1 tuba
- pauken, 1 persoon percussie waaronder een aambeeld
- violen, altviolen, celli, contrabassen.

Overigens was Adès destijds nogal tegendraads, ook zijn in 1999 opgeleverde compositie America: A prophecy voor de millenniumovergang waarbij voorspoed werd gehoopt, ging over de teloorgang van de cultuur van de Maya's. 